# Barnay
Pour les articles homonymes, voir Ghislaine Barnay.
Barnay est une commune française située dans le département de Saône-et-Loire en région Bourgogne-Franche-Comté.

## Géographie
Barnay est à 13 km de Lucenay-l'Évêque et 17 km d'Autun.

### Géologie
La commune repose sur le gisement de schiste bitumineux d'Autun daté de l'Autunien (−299 et −282 millions d'années),.

### Climat
Pour des articles plus généraux, voir Climat de la Bourgogne-Franche-Comté et Climat de Saône-et-Loire.
En 2010, le climat de la commune est de type climat des marges montargnardes, selon une étude du Centre national de la recherche scientifique s'appuyant sur une série de données couvrant la période 1971-2000. En 2020, Météo-France publie une typologie des climats de la France métropolitaine dans laquelle la commune est exposée à un climat océanique altéré et est dans la région climatique Lorraine, plateau de Langres, Morvan, caractérisée par un hiver rude (1,5 °C), des vents modérés et des brouillards fréquents en automne et hiver.
Pour la période 1971-2000, la température annuelle moyenne est de 10,1 °C, avec une amplitude thermique annuelle de 16,1 °C. Le cumul annuel moyen de précipitations est de 905 mm, avec 12,3 jours de précipitations en janvier et 7,8 jours en juillet. Pour la période 1991-2020, la température moyenne annuelle observée sur la station météorologique de Météo-France la plus proche, « Arnay_sapc », sur la commune de Saint-Prix-lès-Arnay à 12 km à vol d'oiseau, est de 10,5 °C et le cumul annuel moyen de précipitations est de 799,9 mm. 
La température maximale relevée sur cette station est de 39,1 °C, atteinte le 24 juillet 2019 ; la température minimale est de −18,1 °C, atteinte le 20 décembre 2009,,.
Les paramètres climatiques de la commune ont été estimés pour le milieu du siècle (2041-2070) selon différents scénarios d'émission de gaz à effet de serre à partir des nouvelles projections climatiques de référence DRIAS-2020. Ils sont consultables sur un site dédié publié par Météo-France en novembre 2022.

## Urbanisme

### Typologie
Au 1er janvier 2024, Barnay est catégorisée commune rurale à habitat très dispersé, selon la nouvelle grille communale de densité à sept niveaux définie par l'Insee en 2022.
Elle est située hors unité urbaine. Par ailleurs la commune fait partie de l'aire d'attraction d'Autun, dont elle est une commune de la couronne,. Cette aire, qui regroupe 42 communes, est catégorisée dans les aires de moins de 50 000 habitants,.

### Occupation des sols
L'occupation des sols de la commune, telle qu'elle ressort de la base de données européenne d’occupation biophysique des sols Corine Land Cover (CLC), est marquée par l'importance des territoires agricoles (51,5 % en 2018), en diminution par rapport à 1990 (52,7 %). La répartition détaillée en 2018 est la suivante : 
forêts (47,1 %), prairies (34 %), zones agricoles hétérogènes (9,9 %), terres arables (7,5 %), milieux à végétation arbustive et/ou herbacée (1,4 %). L'évolution de l’occupation des sols de la commune et de ses infrastructures peut être observée sur les différentes représentations cartographiques du territoire : la carte de Cassini (XVIIIe siècle), la carte d'état-major (1820-1866) et les cartes ou photos aériennes de l'IGN pour la période actuelle (1950 à aujourd'hui).

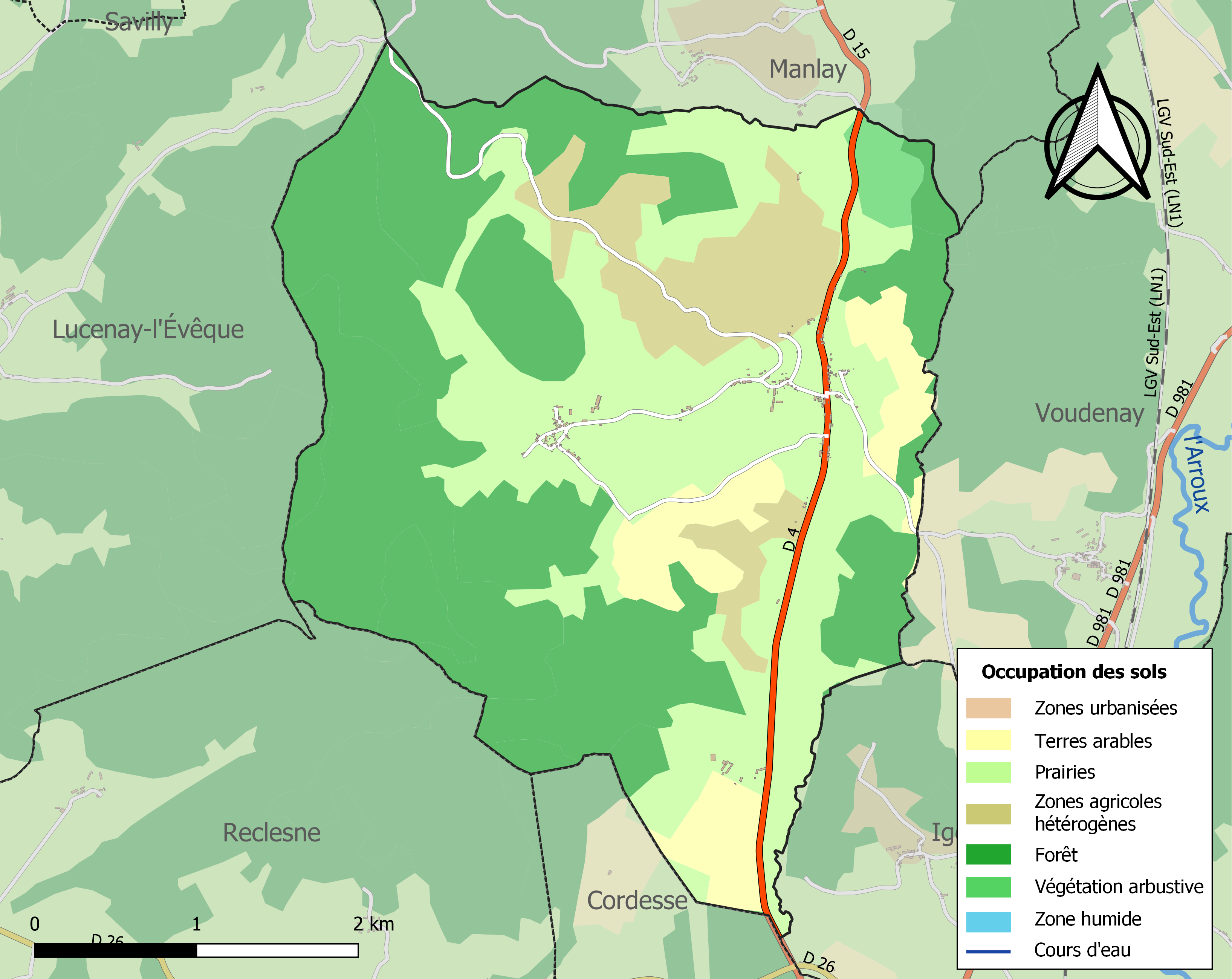
Carte des infrastructures et de l'occupation des sols de la commune en 2018 (CLC).

## Toponymie
Barnay-le-Duc au 17e siècle. (nom relevé dans les registres de contrôle des troupes, Régiment de Touraine, compagnie Maillart (Thoisy la Berchère, province de Bourgogne, Juridiction de Barnay-le-Duc).

## Histoire
En 1595, le duc de Biron, maréchal de France met la place et son seigneur sous la protection du roi Henri IV, pour la dispenser du logement des gens de guerre.
1867 : construction de la mairie-école de garçons, d'après des plans dressés par l'architecte Jean-Baptiste Léger.

## Politique et administration
| Période                                  | Période   | Identité       | Étiquette | Qualité     |
| ---------------------------------------- | --------- | -------------- | --------- | ----------- |
| mars 1983                                | mars 2008 | Pierre Mauguin |           | Agriculteur |
| mars 2008                                | mars 2014 | Roland Frapet  |           |             |
| mars 2014                                | en cours  | Bernard Joly   | DVD       | Agriculteur |
| Les données manquantes sont à compléter. |           |                |           |             |

## Démographie
L'évolution du nombre d'habitants est connue à travers les recensements de la population effectués dans la commune depuis 1793. Pour les communes de moins de 10 000 habitants, une enquête de recensement portant sur toute la population est réalisée tous les cinq ans, les populations de référence des années intermédiaires étant quant à elles estimées par interpolation ou extrapolation. Pour la commune, le premier recensement exhaustif entrant dans le cadre du nouveau dispositif a été réalisé en 2007.

En 2022, la commune comptait 99 habitants, en évolution de −8,33 % par rapport à 2016 (Saône-et-Loire : −1,06 %, France hors Mayotte : +2,11 %).
| 1793 | 1800 | 1806 | 1821 | 1831 | 1836 | 1841 | 1846 | 1851 |
| ---- | ---- | ---- | ---- | ---- | ---- | ---- | ---- | ---- |
| 333  | 259  | 246  | 377  | 406  | 434  | 428  | 430  | 417  |

| 1856 | 1861 | 1866 | 1872 | 1876 | 1881 | 1886 | 1891 | 1896 |
| ---- | ---- | ---- | ---- | ---- | ---- | ---- | ---- | ---- |
| 382  | 345  | 349  | 370  | 383  | 461  | 385  | 386  | 390  |

| 1901 | 1906 | 1911 | 1921 | 1926 | 1931 | 1936 | 1946 | 1954 |
| ---- | ---- | ---- | ---- | ---- | ---- | ---- | ---- | ---- |
| 365  | 380  | 348  | 253  | 248  | 229  | 241  | 220  | 198  |

| 1962 | 1968 | 1975 | 1982 | 1990 | 1999 | 2006 | 2007 | 2012 |
| ---- | ---- | ---- | ---- | ---- | ---- | ---- | ---- | ---- |
| 167  | 169  | 155  | 124  | 126  | 114  | 104  | 102  | 118  |

| 2017 | 2022 | - | - | - | - | - | - | - |
| ---- | ---- | - | - | - | - | - | - | - |
| 100  | 99   | - | - | - | - | - | - | - |

## Culture locale et patrimoine

### Lieux et monuments
- La mairie-école, construite en 1867 d'après des plans de l'architecte Jean-Baptiste Léger (bâtiment qui fut le lieu d'un drame en 1888 : deux écoliers y furent tués par la foudre)[23].

## Pour approfondir